# Industria della difesa
Per industria della difesa (in lingua inglese indicata anche come defense contractor o military contractor) si intende il complesso dell'industria che sviluppa, produce e fornisce beni e servizi alle forze armate e di polizia di uno Stato. Le imprese del settore pubblico e del settore privato del ramo conducono attività di ricerca e sviluppo, ingegneria, produzione e assistenza di materiale, attrezzature e strutture militari.

## Caratteristiche
Generalmente tali industrie non sono direttamente impiegate in attività di supporto in operazioni militari reali e secondo la Convenzione di Ginevra se utilizzate per tali scopi diventano obiettivi militari legittimi. 
I prodotti offerti comprendono aerei militari con e senza pilota, navi militari, veicoli terrestri corazzati e no, armi e sistemi d'arma, sistemi elettronici, equipaggiamenti. I servizi offerti comprendono invece la logistica, il supporto tecnico, la formazione iniziale e specialistica e la manutenzione pesante, ovvero qualsiasi altro servizio soggetto a esternalizzazione.

## Attività

### Produzione di armi

#### Classifica 2023
| Posizione | Nome                                                    | Nazionalità    |
| --------- | ------------------------------------------------------- | -------------- |
| 1         | Lockheed Martin                                         | Stati Uniti    |
| 2         | Raytheon Technologies                                   | Stati Uniti    |
| 3         | Northrop Grumman                                        | Stati Uniti    |
| 4         | Boeing                                                  | Stati Uniti    |
| 5         | General Dynamics                                        | Stati Uniti    |
| 6         | BAE Systems                                             | Regno Unito    |
| 7         | Rostec                                                  | Russia         |
| 8         | AVIC                                                    | Cina           |
| 9         | NORINCO                                                 | Cina           |
| 10        | China Electronics Technology Group                      | Cina           |
| 11        | L3Harris Technologies                                   | Stati Uniti    |
| 12        | Airbus                                                  | Unione europea |
| 13        | Leonardo                                                | Italia         |
| 14        | CASC                                                    | Cina           |
| 15        | China State Shipbuilding Corporation                    | Cina           |
| 16        | Thales                                                  | Francia        |
| 17        | Huntington Ingalls Industries                           | Stati Uniti    |
| 18        | China Aerospace Science and Industry Corporation        | Cina           |
| 19        | Leidos                                                  | Stati Uniti    |
| 20        | Booz Allen Hamilton                                     | Stati Uniti    |
| 21        | Amentum Holdings                                        | Stati Uniti    |
| 22        | Rolls-Royce                                             | Regno Unito    |
| 23        | Aero Engine Corporation of China                        | Cina           |
| 24        | Hanwha Group                                            | Corea del Sud  |
| 25        | CACI International                                      | Stati Uniti    |
| 26        | Rheinmetall                                             | Germania       |
| 27        | Elbit Systems                                           | Israele        |
| 28        | China South Industries Group                            | Cina           |
| 29        | Honeywell                                               | Stati Uniti    |
| 30        | MBDA                                                    | Unione europea |
| 31        | General Electric                                        | Stati Uniti    |
| 32        | Naval Group                                             | Francia        |
| 33        | Safran                                                  | Francia        |
| 34        | Israel Aerospace Industries                             | Israele        |
| 35        | Saab                                                    | Svezia         |
| 36        | KBR                                                     | Stati Uniti    |
| 37        | Sandia National Laboratories                            | Stati Uniti    |
| 38        | Babcock International Group                             | Regno Unito    |
| 39        | Mitsubishi Heavy Industries                             | Giappone       |
| 40        | Science Applications International                      | Stati Uniti    |
| 41        | United Shipbuilding Corporation                         | Russia         |
| 42        | Rafael                                                  | Israele        |
| 43        | Hindustan Aeronautics                                   | India          |
| 44        | V2X                                                     | Stati Uniti    |
| 45        | KNDS                                                    | Unione europea |
| 46        | Dassault Aviation                                       | Francia        |
| 47        | National Chung-Shan Institute of Science and Technology | Taiwan         |
| 48        | Bechtel                                                 | Stati Uniti    |
| 49        | Textron                                                 | Stati Uniti    |
| 50        | CEA                                                     | Francia        |
| 51        | Fincantieri                                             | Italia         |
| 52        | Parker Hannifin                                         | Stati Uniti    |
| 53        | TransDigm Group                                         | Stati Uniti    |
| 54        | Aselsan                                                 | Turchia        |
| 55        | Jacobs Engineering                                      | Stati Uniti    |
| 56        | Korea Aerospace Industries                              | Corea del Sud  |
| 57        | Serco                                                   | Regno Unito    |
| 58        | ST Engineering                                          | Singapore      |
| 59        | Atomic Weapons Establishment                            | Regno Unito    |
| 60        | Ukroboronprom                                           | Ucraina        |
| 61        | General Atomics                                         | Stati Uniti    |
| 62        | Teledyne Technologies                                   | Stati Uniti    |
| 63        | Oshkosh                                                 | Stati Uniti    |
| 64        | Polska Grupa Zbrojeniowa                                | Polonia        |
| 65        | Kawasaki Heavy Industries                               | Giappone       |
| 66        | ThyssenKrupp                                            | Germania       |
| 67        | Bharat Electronics                                      | India          |
| 68        | Sierra Nevada Corporation                               | Stati Uniti    |
| 69        | Baykar                                                  | Turchia        |
| 70        | BWX Technologies                                        | Stati Uniti    |
| 71        | Fujitsu                                                 | Giappone       |
| 72        | QinetiQ                                                 | Regno Unito    |
| 73        | Hensoldt                                                | Germania       |
| 74        | CNNC                                                    | Cina           |
| 75        | Parsons Corporation                                     | Stati Uniti    |
| 76        | LIG Nex1                                                | Corea del Sud  |
| 77        | Eaton Corporation                                       | Stati Uniti    |
| 78        | Turkish Aerospace Industries                            | Turchia        |
| 79        | Curtiss-Wright Corporation                              | Stati Uniti    |
| 80        | Kongsberg Gruppen                                       | Norvegia       |
| 81        | Amphenol                                                | Stati Uniti    |
| 82        | CAE                                                     | Canada         |
| 83        | Diehl Defence                                           | Germania       |
| 84        | Keysight Technologies                                   | Stati Uniti    |
| 85        | Moog                                                    | Stati Uniti    |
| 86        | ViaSat                                                  | Stati Uniti    |
| 87        | Hyundai Rotem                                           | Corea del Sud  |
| 88        | Navantia                                                | Spagna         |
| 89        | Czechoslovak Group                                      | Rep. Ceca      |
| 90        | Melrose Industries                                      | Regno Unito    |
| 91        | NEC                                                     | Giappone       |
| 92        | Fluor Corporation                                       | Stati Uniti    |
| 93        | Mitre Corporation                                       | Stati Uniti    |
| 94        | Mazagon Dock Shipbuilders                               | India          |
| 95        | The Aerospace Corporation                               | Stati Uniti    |
| 96        | Mitsubishi Electric                                     | Giappone       |
| 97        | HEICO                                                   | Stati Uniti    |
| 98        | United Launch Alliance                                  | Stati Uniti    |
| 99        | Howmet Aerospace                                        | Stati Uniti    |
| 100       | TTM Technologies                                        | Stati Uniti    |

#### Classifica 2009
| Posizione | Nome                                                               | Nazionalità    | Settori               |
| --- | ------------------------------------------------------------------ | -------------- | --------------------- |
| 1 | Lockheed Martin                                                    | Stati Uniti    | Ac El Mi Sp           |
| 2 | BAE Systems                                                        | Regno Unito    | A Ac El MV Mi SA/A Sh |
| 3 | Boeing                                                             | Stati Uniti    | Ac El Mi Sp           |
| 4 | Northrop Grumman                                                   | Stati Uniti    | Ac El Mi Ser Sh Sp    |
| 5 | General Dynamics                                                   | Stati Uniti    | A El MV SA/A Sh       |
| 6 | Raytheon                                                           | Stati Uniti    | El Mi                 |
| S | BAE Systems Inc. (BAE Systems, UK)                                 | Stati Uniti    | A El MV SA/A          |
| 7 | Airbus Group                                                       | Unione europea | Ac El Mi Sp           |
| 8 | Leonardo                                                           | Italia         | A Ac El MV Mi SA/A    |
| 9 | L-3 Communications                                                 | Stati Uniti    | El Ser                |
| 10 | United Technologies                                                | Stati Uniti    | Ac El Eng             |
| 11 | Thales                                                             | Francia        | A El MV Mi SA/A Sh    |
| 12 | SAIC                                                               | Stati Uniti    | Ser Comp(MV)          |
| 13 | Computer Sciences Corporation                                      | Stati Uniti    | Ser                   |
| 14 | Honeywell                                                          | Stati Uniti    | El                    |
| 15 | KBR                                                                | Stati Uniti    | Ser                   |
| 16 | SAFRAN                                                             | Francia        | El                    |
| 17 | ITT Corporation                                                    | Stati Uniti    | El                    |
| 18 | General Electric                                                   | Stati Uniti    | Eng El                |
| 19 | Rolls-Royce                                                        | Regno Unito    | Eng                   |
| S | Sikorsky (United Technologies)                                     | Stati Uniti    | Ac                    |
| S | Pratt & Whitney (United Technologies)                              | Stati Uniti    | Eng                   |
| 20 | AM General                                                         | Stati Uniti    | MV                    |
| S | MBDA (BAE Systems, UK/ EADS, trans- European/ Finmeccanica, Italy) | Unione europea | Mi                    |
| 21 | Textron                                                            | Stati Uniti    | Ac El Eng MV          |
| 22 | DCNS                                                               | Francia        | Sh                    |
| 23 | Almaz-Antei                                                        | Russia         | Mi                    |
| S | AgustaWestland (Finmeccanica)                                      | Italia         | Ac                    |
| S | CASA (EADS, trans-European)                                        | Spagna         | Ac                    |
| 24 | Alliant Techsystems                                                | Stati Uniti    | SA/A                  |
| 25 | Mitsubishi Heavy Industries                                        | Giappone       | Ac MV Mi Sh           |
| 26 | Navistar                                                           | Stati Uniti    | MV                    |
| S | Eurocopter (EADS, trans-European)                                  | Francia        | Ac                    |
| 27 | URS Corporation                                                    | Stati Uniti    | El                    |
| 28 | Oshkosh Corporation                                                | Stati Uniti    | MV                    |
| 29 | United Aircraft Corporation, UAC                                   | Russia         | Ac                    |
| 30 | Elbit Systems                                                      | Israele        | El                    |
| 31 | Saab                                                               | Svezia         | Ac El Mi              |
| 32 | Rheinmetall                                                        | Germania       | A El MV SA/A          |
| 33 | Rockwell Collins                                                   | Stati Uniti    | El                    |
| 34 | Agility                                                            | Kuwait         | Ser                   |
| S | EADS Astrium (EADS, trans-European)                                | Francia        | Sp                    |
| 35 | DynCorp International                                              | Stati Uniti    | Ser                   |
| 36 | Cobham                                                             | Regno Unito    | Comp(Ac El)           |
| 37 | CEA                                                                | Francia        | Oth                   |
| 38 | Serco                                                              | Regno Unito    | Ser                   |
| 39 | CACI International                                                 | Stati Uniti    | Ser                   |
| 40 | Israel Aerospace Industries                                        | Israele        | Ac El Mi              |
| 41 | Babcock International Group                                        | Regno Unito    | Ser Sh Oth            |
| 42 | Goodrich                                                           | Stati Uniti    | Comp(Ac)              |
| 43 | Navantia                                                           | Spagna         | Sh                    |
| 44 | Mitsubishi Electric                                                | Giappone       | El Mi                 |
| 45 | Hindustan Aeronautics                                              | India          | Ac Mi                 |
| 46 | ManTech International Corporation                                  | Stati Uniti    | Ser                   |
| 47 | Harris Corporation                                                 | Stati Uniti    | El                    |
| S | Alenia Aeronautica (Finmeccanica)                                  | Italia         | Ac                    |
| 48 | QinetiQ                                                            | Regno Unito    | Ser                   |
| S | MBDA France (MBDA, trans-European)                                 | Francia        | Mi                    |
| 49 | Indian Ordnance Factories                                          | India          | A SA/A                |
| 50 | Krauss-Maffei Wegmann                                              | Germania       | MV                    |
| 51 | Hewlett-Packard                                                    | Stati Uniti    | Ser                   |
| 52 | Rafael                                                             | Israele        | Ac Mi SA/A Oth        |
| 53 | ThyssenKrupp                                                       | Germania       | Sh                    |
| 54 | ST Engineering (Temasek)                                           | Singapore      | Ac El MV SA/A Sh      |
| S | Sukhoi (UAC)                                                       | Russia         | Ac                    |
| 55 | Groupe Dassault                                                    | Francia        | Ac                    |
| 56 | VT Group                                                           | Regno Unito    | Ser Sh                |
| 57 | Nexter                                                             | Francia        | A MV SA/A             |
| S | Thales Air Defence (Thales, France)                                | Regno Unito    | Mi                    |
| 58 | Samsung                                                            | Corea del Sud  | A El MV Sh            |
| 59 | Kawasaki Heavy Industries                                          | Giappone       | Ac Eng Mi Sh          |
| 60 | GKN                                                                | Regno Unito    | Comp(Ac)              |
| 61 | Shaw Group                                                         | Stati Uniti    | Ser                   |
| S | BAE Systems Australia (BAE Systems, UK)                            | Australia      | Ac Comp(El) Sh        |
| 62 | Kongsberg Gruppen                                                  | Norvegia       | El Mi SA/A            |
| 63 | Diehl                                                              | Germania       | Mi SA/A               |
| S | Irkut Corporation (UAC)                                            | Russia         | Ac                    |
| 64 | Force Protection                                                   | Stati Uniti    | MV                    |
| 65 | Indra                                                              | Spagna         | El                    |
| S | Samsung Techwin (Samsung)                                          | Corea del Sud  | A El Eng MV           |
| 66 | Moog                                                               | Stati Uniti    | Comp(El Mi)           |
| 67 | TRV Corporation                                                    | Russia         | Mi                    |
| 68 | Jacobs Engineering Group                                           | Stati Uniti    | Ser                   |
| 69 | Precision Castparts Corporation                                    | Stati Uniti    | Comp(Ac)              |
| S | Thales Nederland (Thales, France)                                  | Paesi Bassi    | El                    |
| 70 | Bharat Electronics                                                 | India          | El                    |
| 71 | Fincantieri                                                        | Italia         | Sh                    |
| 72 | VSE Corporation                                                    | Stati Uniti    | Ser                   |
| 73 | Vertolety Rossii (OPK Oboronprom)                                  | Russia         | Ac                    |
| S | Selex Communications (Finmeccanica)                                | Italia         | Comp(El Oth)          |
| 74 | Ultra Electronics                                                  | Regno Unito    | El                    |
| 75 | Meggitt                                                            | Regno Unito    | Comp(Ac)              |
| 76 | Uralvagonzavod                                                     | Russia         | MV                    |
| S | MiG (UAC)                                                          | Russia         | Ac                    |
| S | Selex Galileo (Finmeccanica)                                       | Italia         | El                    |
| 77 | NEC                                                                | Giappone       | El                    |
| 78 | SRA International                                                  | Stati Uniti    | El                    |
| 79 | Curtiss-Wright Corporation                                         | Stati Uniti    | Comp(Ac Sh)           |
| 80 | Chemring Group                                                     | Regno Unito    | SA/A                  |
| 81 | LIG Nex1                                                           | Corea del Sud  | El                    |
| 82 | MTU Aero Engines                                                   | Germania       | Eng                   |
| 83 | Alion Science and Technology                                       | Stati Uniti    | Ser                   |
| 84 | RUAG                                                               | Svizzera       | A Ac Eng SA/A         |
| 85 | Teledyne Technologies                                              | Stati Uniti    | El                    |
| 86 | Cubic Corporation                                                  | Stati Uniti    | Ser                   |
| 87 | CAE                                                                | Canada         | El                    |
| 88 | Fluor                                                              | Stati Uniti    | Ser                   |
| 89 | MITRE                                                              | Stati Uniti    | Ser                   |
| 90 | UEC                                                                | Russia         | Eng                   |
| 91 | Avio (Cinven, UK)                                                  | Italia         | Eng                   |
| 92 | Patria                                                             | Finlandia      | Ac MV SA/A            |
| 93 | Fiat                                                               | Italia         | MV                    |
| S | Iveco (Fiat)                                                       | Italia         | MV                    |
| 94 | Aselsan                                                            | Turchia        | El                    |
| 95 | Vought Aircraft Industries (Carlyle Group)                         | Stati Uniti    | Ac                    |
| 96 | ARINC (Carlyle Group)                                              | Stati Uniti    | Ser                   |
| 97 | Esterline Technologies                                             | Stati Uniti    | Comp(A Ac SA/A Sh)    |
| 98 | Chugach Alaska Corporation                                         | Stati Uniti    | Ser                   |
| S | Thales Australia (Thales, France)                                  | Australia      | A El MV Mi SA/A Sh    |
| S | MBDA Italia (MBDA, trans-European)                                 | Italia         | Mi                    |
| 99 | The Aerospace Corporation                                          | Stati Uniti    | Ser                   |
| 100 | AAR Corporation                                                    | Stati Uniti    | Comp(Ac) Ser          |
| S: azienda sussidiaria, tra parentesi il nome della capogruppo e la sua nazionalità se diversa. LEGENDA SETTORI: A = artillery (artiglieria); Ac = aircraft (aeronautica); El = electronics (elettronica); Eng = engines (motori); Mi = missiles (missili); MV = military vehicles (veicoli militari); SA/A = small arms/ammunition (piccole armi e munizionamento); Ser = services (servizi); Sh = ships (navi); Sp = space (settore spaziale); Oth = other (altri settori); Comp( ) = components (componentistica). |                                                                    |                |                       |

#### Classifica 2008
| Posizione | Nome                                                    | Nazionalità    | Settori               |
| --- | ------------------------------------------------------- | -------------- | --------------------- |
| 1 | BAE Systems                                             | Regno Unito    | A Ac El MV Mi SA/A Sh |
| 2 | Lockheed Martin                                         | Stati Uniti    | Ac El Mi Sp           |
| 3 | Boeing                                                  | Stati Uniti    | Ac El Mi Sp           |
| 4 | Northrop Grumman                                        | Stati Uniti    | Ac El Mi Ser Sh Sp    |
| 5 | General Dynamics                                        | Stati Uniti    | A El MV SA/A Sh       |
| 6 | Raytheon                                                | Stati Uniti    | El Mi                 |
| S | BAE Systems Inc (BAE Systems, UK)                       | Stati Uniti    | A El MV SA/A          |
| 7 | EADS                                                    | Unione europea | Ac El Mi Sp           |
| 8 | Finmeccanica                                            | Italia         | A Ac El MV Mi SA/A    |
| 9 | L-3 Communications                                      | Stati Uniti    | El Ser                |
| 10 | Thales                                                  | Francia        | A El MV Mi SA/A Sh    |
| 11 | United Technologies                                     | Stati Uniti    | Ac El Eng             |
| 12 | SAIC                                                    | Stati Uniti    | Ser Comp(MV)          |
| 13 | KBR                                                     | Stati Uniti    | Ser                   |
| 14 | Computer Sciences Corp                                  | Stati Uniti    | Ser                   |
| 15 | Honeywell                                               | Stati Uniti    | El                    |
| 16 | ITT Corp                                                | Stati Uniti    | El                    |
| 17 | Rolls-Royce                                             | Regno Unito    | Eng                   |
| 18 | Almaz-Antei                                             | Russia         | Mi                    |
| 19 | AM General                                              | Stati Uniti    | MV                    |
| S | MBDA (BAE Systems, UK/EADS, Europe/Finmeccanica, Italy) | Unione europea | Mi                    |
| 20 | Navistar                                                | Stati Uniti    | MV                    |
| S | DRS Technologies (Finmeccanica, Italy)                  | Stati Uniti    | El                    |
| 21 | DCNS                                                    | Francia        | Sh                    |
| 22 | General Electric                                        | Stati Uniti    | Eng El                |
| S | Eurocopter (EADS, Europe)                               | Francia        | Ac                    |
| S | Pratt & Whitney (United Technologies)                   | Stati Uniti    | Eng                   |
| 23 | Textron                                                 | Stati Uniti    | Ac El Eng MV          |
| S | Sikorsky (United Technologies)                          | Stati Uniti    | Ac                    |
| 24 | Mitsubishi Heavy Industries                             | Giappone       | Ac MV Mi Sh           |
| 25 | SAFRAN                                                  | Francia        | El                    |
| 26 | Saab                                                    | Svezia         | Ac El Mi              |
| 27 | URS Corp                                                | Stati Uniti    | El                    |
| 28 | Alliant Techsystems                                     | Stati Uniti    | SA/A                  |
| 29 | Rheinmetall                                             | Germania       | A El MV SA/A          |
| 30 | Hewlett-Packard                                         | Stati Uniti    | Ser                   |
| 31 | Elbit Systems                                           | Israele        | El                    |
| S | CASA (EADS, Europe)                                     | Spagna         | Ac                    |
| 32 | Rockwell Collins                                        | Stati Uniti    | El                    |
| 33 | Israel Aerospace Industries                             | Israele        | Ac El Mi              |
| S | EADS Astrium (EADS, Europe)                             | Francia        | Sp                    |
| 34 | QinetiQ                                                 | Regno Unito    | Ser                   |
| S | MBDA France (MBDA, Europe)                              | Francia        | Mi                    |
| 35 | Groupe Dassault                                         | Francia        | Ac                    |
| 36 | Oshkosh Corp                                            | Stati Uniti    | MV                    |
| 37 | Sukhoi (UAC)                                            | Russia         | Ac                    |
| 38 | Babcock International Group                             | Regno Unito    | Ser                   |
| 39 | CEA                                                     | Francia        | Oth                   |
| 40 | Harris Corporation                                      | Stati Uniti    | El                    |
| 41 | Serco                                                   | Regno Unito    | Ser                   |
| 42 | Krauss-Maffei Wegmann                                   | Germania       | MV                    |
| 43 | Cobham                                                  | Regno Unito    | Comp(Ac El)           |
| 44 | Hindustan Aeronautics                                   | India          | Ac Mi                 |
| 45 | Navantia                                                | Spagna         | Sh                    |
| 46 | DynCorp International                                   | Stati Uniti    | Ser                   |
| S | Alenia Aeronautica (Finmeccanica)                       | Italia         | Ac                    |
| 47 | CACI International                                      | Stati Uniti    | Ser                   |
| 48 | Goodrich                                                | Stati Uniti    | Comp(Ac)              |
| 49 | ThyssenKrupp                                            | Germania       | Sh                    |
| 50 | ManTech International Corp                              | Stati Uniti    | Ser                   |
| 51 | Rafael                                                  | Israele        | Ac Mi SA/A Oth        |
| 52 | Mitsubishi Electric                                     | Giappone       | El Mi                 |
| 53 | Kawasaki Heavy Industries                               | Giappone       | Ac Eng Mi Sh          |
| 54 | Indian Ordnance Factories                               | India          | A SA/A                |
| 55 | Force Protection                                        | Stati Uniti    | MV                    |
| 56 | ST Engineering (Temasek)                                | Singapore      | Ac El MV SA/A Sh      |
| 57 | VT Group                                                | Regno Unito    | Ser Sh                |
| S | Thales Air Defence (Thales, France)                     | Regno Unito    | Mi                    |
| 58 | TRV Corp                                                | Russia         | Mi                    |
| 59 | Irkut Corp (UAC)                                        | Russia         | Ac                    |
| S | BAE Systems Australia (BAE Systems, UK)                 | Australia      | El SA/A Sh            |
| 60 | GKN                                                     | Regno Unito    | Comp(Ac)              |
| 61 | Samsung                                                 | Corea del Sud  | A El MV Sh            |
| 62 | Indra                                                   | Spagna         | El                    |
| 63 | NEC                                                     | Giappone       | El                    |
| 64 | Diehl                                                   | Germania       | Mi SA/A               |
| S | AgustaWestland (Finmeccanica)                           | Italia         | Ac                    |
| S | Selex Communications (Finmeccanica)                     | Italia         | Comp(El Oth)          |
| 65 | Bharat Electronics                                      | India          | El                    |
| 66 | Precision Castparts Corp                                | Stati Uniti    | Comp(Ac)              |
| 67 | Nexter                                                  | Francia        | A MV SA/A             |
| 68 | Vertolety Rossii (OPK Oboronprom)                       | Russia         | Ac                    |
| 69 | Meggitt                                                 | Regno Unito    | Comp(Ac)              |
| 70 | VSE Corp                                                | Stati Uniti    | Ser                   |
| 71 | SIAé                                                    | Francia        | Comp(Ac)              |
| 72 | Shaw Group                                              | Stati Uniti    | Ser                   |
| 73 | LIG Nex1                                                | Corea del Sud  | El                    |
| S | Thales Nederland (Thales, France)                       | Paesi Bassi    | El                    |
| 74 | RUAG                                                    | Svizzera       | A Ac Eng SA/A         |
| 75 | SRA International                                       | Stati Uniti    | El                    |
| S | Samsung Techwin (Samsung)                               | Corea del Sud  | A El Eng MV           |
| 76 | Kongsberg Gruppen                                       | Norvegia       | El Mi SA/A            |
| 77 | Aerospace Corp                                          | Stati Uniti    | Ser                   |
| S | Galileo Avionica (Finmeccanica)                         | Italia         | El                    |
| 78 | Ultra Electronics                                       | Regno Unito    | El                    |
| 79 | MTU Aero Engines                                        | Germania       | Eng                   |
| 80 | Moog                                                    | Stati Uniti    | Comp(El Mi)           |
| 81 | ARINC (Carlyle Group)                                   | Stati Uniti    | Ser                   |
| 82 | Teledyne Technologies                                   | Stati Uniti    | El                    |
| 83 | CAE                                                     | Canada         | El                    |
| 84 | Fiat                                                    | Italia         | Eng MV                |
| S | Iveco (Fiat)                                            | Italia         | MV                    |
| 85 | Jacobs Engineering Group                                | Stati Uniti    | Ser                   |
| 86 | Patria                                                  | Finlandia      | Ac MV SA/A            |
| 87 | Fincantieri                                             | Italia         | Sh                    |
| S | BAE Systems Hägglunds (BAE Systems, UK)                 | Svezia         | MV                    |
| 88 | Curtiss-Wright Corp                                     | Stati Uniti    | Comp(Ac Sh)           |
| 89 | MITRE                                                   | Stati Uniti    | Ser                   |
| S | Santa Bárbara Sistemas (General Dynamics, USA)          | Spagna         | A MV SA/A             |
| 90 | Uralvagonzavod                                          | Russia         | MV                    |
| 91 | Alion Science and Technology                            | Stati Uniti    | Ser                   |
| S | Thales Australia (Thales, France)                       | Australia      | A El MV Mi SA/A Sh    |
| 92 | Avio (Cinven, UK)                                       | Italia         | Eng                   |
| 93 | Chemring Group                                          | Regno Unito    | SA/A                  |
| 94 | Israel Military Industries                              | Israele        | A MV SA/A             |
| 95 | Cubic Corp                                              | Stati Uniti    | Ser                   |
| 96 | KBP                                                     | Russia         | SA/A                  |
| 97 | Vought Aircraft Industries (Carlyle Group)              | Stati Uniti    | Ac                    |
| 98 | Esterline Technologies                                  | Stati Uniti    | Comp(Ac SA/A)         |
| 99 | Chugach Alaska Corp                                     | Stati Uniti    | Ser                   |
| 100 | Day & Zimmermann                                        | Stati Uniti    | SA/A Oth              |
| S: azienda sussidiaria, tra parentesi il nome della capogruppo e la sua nazionalità se diversa. LEGENDA SETTORI: A = artillery (artiglieria); Ac = aircraft (aeronautica); El = electronics (elettronica); Eng = engines (motori); Mi = missiles (missili); MV = military vehicles (veicoli militari); SA/A = small arms/ammunition (piccole armi e munizionamento); Ser = services (servizi); Sh = ships (navi); Sp = space (settore spaziale); Oth = other (altri settori); Comp( ) = components (componentistica). |                                                         |                |                       |

### Altri settori
Vi sono anche altre imprese, non citate dal SIPRI, operanti nell'industria della difesa, divise per settore:

#### Settore aerospaziale
Argentina
- Fábrica Militar de Aviones, produttore su licenza per l'argentina del Douglas A-4 Skyhawk e del Supertucano. Fa parte del gruppo Lockheed Martin.

 Brasile
- Embraer, 3º produttore aeronautico al mondo noto per aver coprodotto l'AMX e il Supertucano.
- Helibras, produttore su licenza per l'America meridionale degli elicotteri della Eurocopter compreso l'NH90.

 Belgio
- Société Anonyme Belge de Constructions Aéronautiques, facente parte del gruppo Dassault produce su licenza l'F-16 Falcon.

 Canada
- Bombardier, 4º produttore aeronautico del mondo noto per produrre il Canadair CL-415.

 Corea del Sud
- KAI, joint venture tra aziende sudcoreane e americane produttore dell'addestratore avanzato T-50 e sottoversioni.

 Unione europea
- Airbus, facente parte del gruppo EADS è fornitore di aerei di linea per impiego istituzionale e trasporto vip, aerei militari riconfigurando aerei di linea per missioni di sorveglianza, guerra elettronica e rifornimento in volo come l'A310 MRTT e l'A330 MRTT, oppure aerei progettati ex novo come l'A400M sviluppato per trasporto strategico.
- Eurofighter, consorzio impegnato nella progettazione e produzione del caccia multiruolo di 4ª generazione e mezzo Eurofighter Typhoon.
- NHIndustries, consorzio impegnato nella progettazione e produzione dell'elicottero multiruolo NHIndustries NH90.
- Panavia, consorzio impegnato nel progetto MRCA-Multi Role Combat Aircraft per la produzione del Tornado.

 Francia
- ATR, consorzio italo-francese produttore dell'ATR 42 e l'ATR 72.
- EADS France, già Aerospatiale-Matra.
- Dassault Aviation, produttore dei caccia Rafale, Mirage e l'addestratore Alpha Jet.
- Snecma, produttore di motori aeronautici come la fortunata serie Atar che equipaggia Mirage e Super-Étendard.
- SOCATA, produttore di componentistica aeronautica per Airbus, Dassault, Embraer, Eurocopter e Lockheed Martin.

 Germania
- Dornier-Werke, co-produttore con la Dassault dell'addestratore Alpha Jet.
- EADS Deutschland, già DASA AG.
- Grob Aerospace, produttore di alianti per l'addestramento dei piloti militari

 Italia
- Alenia Aermacchi, produttore di aerei leggeri e addestratori avanzati come l'M-346 Master.

 Regno Unito
- Rolls-Royce Turboméca Limited, produttore di propulsori aeronautici ed elicotteristici come il turboalbero RTM322.

 Russia
- Beriev, OKB produttore di aerei anfibi come il Beriev A-40.
- Ilyushin, OKB produttore di aerei da trasporto come l'Il-76.
- Kamov, OKB specializzato nella produzione di elicotteri come il Ka-50.
- Mikoyan Gurevich, OKB specializzato in aerei da caccia, famoso per i MiG-27, i MiG-29, i MiG-31 e MiG-35.
- Mil, OKB produttore di elicotteri famoso principalmente per il Mi-24 e il Mi-26.
- Tupolev, OKB attivo in vari settori aeronautici è famoso per aver prodotto un gran numero di bombardieri tra cui il Tu-22M e i bombardieri strategici Tu-95 e Tu-160.
- Yaklovev, OKB specializzato nella progettazione di aerei acrobatici e da addestramento. Il suo ultimo prodotto è lo Yak-130.
- United Aircraft Corporation, raggruppamento di aziende aeronautiche e aerospaziali russe creato nel 2006 su iniziativa del governo russo.

 Spagna
- EADS CASA, già CASA, produttore di aerei da trasporto ha realizzato il C-212, il CN-235, il C-295 e l'addestratore intermedio C-101.

 Stati Uniti
- Cessna Aircraft, produttore dell'addestratore T-37 e il suo sviluppo da attacco leggero A-37.

 Svizzera
- Pilatus Aircraft, produttore di aerei leggeri e da turismo, attualmente il fiore all'occhiello dei suoi prodotti militari è l'addestratore PC-21.

 Ucraina
- Antonov, produttore di aeromobili da trasporto, famosa per la realizzazione dell'attuale aereo più grande mai costruito, l'aereo da trasporto strategico Antonov An-225 Mriya.

#### Settore navale
Francia
- Armaris
- Naval Group

 Italia
- Orizzonte Sistemi Navali

 Stati Uniti
- Marinette Marine, cantiere navale americano produttore di navi militari per conto della US Navy e altri committenti stranieri è controllato dal gruppo Fincantieri.

#### Settore terrestre
Francia
- Ateliers de construction d'Issy-les-Moulineaux
- Panhard general defense
- Renault Trucks Defense (divisione di Renault Trucks)

 Italia
- OTO Melara

#### Settore elettronica
Francia
- Sagem

 Italia
- Selex Sistemi Integrati, società controllata da Finmeccanica S.p.A. che progetta e sviluppa Grandi Sistemi per l'Homeland Protection, sistemi e sensori per applicazioni nei settori navale e terrestre, per la sorveglianza marittima e costiera, nonché per la gestione e il controllo del traffico aereo e aeroportuale.

## Principali industrie della difesa
| Posizione 2011 | Posizione 2010 | Posizione 2009 | Posizione 2008 | Posizione 2007 | Azienda                         | Vendita armi 2011 (US$ m.) | Vendita armi 2010 (US$ m.) | Vendita armi 2009 (US$ m.) | Vendita armi 2008 (US$ m.) | Vendita armi 2007 (US$ m.) | Quota vendita armi su totale vendite dell'azienda (%) |
| -------------- | -------------- | -------------- | -------------- | -------------- | ------------------------------- | -------------------------- | -------------------------- | -------------------------- | -------------------------- | -------------------------- | ----------------------------------------------------- |
| 1              | 1              | 1              | 2              | 3              | Lockheed Martin                 | 36270                      | 35730                      | 33430                      | 29880                      | 29400                      | 78                                                    |
| 2              | 3              | 3              | 3              | 1              | Boeing                          | 31830                      | 31360                      | 32300                      | 29200                      | 30480                      | 46                                                    |
| 3              | 2              | 2              | 1              | 2              | BAE Systems                     | 29150                      | 32880                      | 33250                      | 32420                      | 29860                      | 95                                                    |
| 4              | 5              | 5              | 5              | 5              | General Dynamics                | 23760                      | 23940                      | 25590                      | 22780                      | 21520                      | 73                                                    |
| 5              | 6              | 6              | 6              | 6              | Raytheon                        | 22470                      | 22980                      | 21030                      | 23080                      | 19540                      | 90                                                    |
| 6              | 4              | 4              | 4              | 4              | Northrop Grumman                | 21390                      | 28150                      | 27000                      | 26090                      | 24600                      | 81                                                    |
| 7              | 7              | 7              | 7              | 7              | Airbus Group                    | 16390                      | 16360                      | 17900                      | 15930                      | 13100                      | 24                                                    |
| 8              | 8              | 8              | 8              | 9              | Leonardo                        | 14560                      | 14410                      | 13280                      | 13020                      | 9850                       | 60                                                    |
| 9              | 9              | 9              | 9              | 8              | L-3 Communications              | 12520                      | 13070                      | 13010                      | 12160                      | 11240                      | 83                                                    |
| 10             | 10             | 10             | 11             | 11             | United Technologies Corporation | 11640                      | 11410                      | 11110                      | 9980                       | 8760                       | 20                                                    |
| 11             | 11             | 11             | 10             | 10             | Thales Group                    | 9480                       | 9950                       | 10200                      | 10760                      | 9350                       | 52                                                    |
| 12             | 12             | 12             | 12             | 12             | SAIC                            | 7940                       | 8230                       | 8030                       | 7350                       | 6250                       | 75                                                    |
| 13             | -              | -              | -              | -              | Huntington Ingalls Industries   | 6380                       | -                          | -                          | -                          | -                          | 97                                                    |
| 14             | 15             | 14             | 15             | 15             | Honeywell                       | 5280                       | 5400                       | 5380                       | 5310                       | 5020                       | 14                                                    |
| 15             | 16             | 16             | 25             | 14             | SAFRAN                          | 5240                       | 4800                       | 4740                       | 3020                       | 5230                       | 32                                                    |
| 16             | 14             | 13             | 14             | 13             | Computer Sciences Corp.         | 4860                       | 5940                       | 6050                       | 5710                       | 5420                       | 31                                                    |
| 17             | 17             | 19             | 17             | 17             | Rolls-Royce                     | 4670                       | 4330                       | 4140                       | 4720                       | 4580                       | 26                                                    |
| 18             | 21             | -              | -              | -              | United Aircraft Corporation     | 4440                       | 3440                       | -                          | -                          | -                          | 80                                                    |
| 19             | 13             | 27             | 37             | 45             | Oshkosh Corporation             | 4370                       | 7080                       | 2770                       | 2070                       | 1570                       | 58                                                    |
| 20             | 18             | 18             | 22             | 20             | General Electric                | 4100                       | 4300                       | 4700                       | 3650                       | 3460                       | 3                                                     |
| 21             | 19             | 17             | 16             | 19             | ITT Corp.                       | 4020                       | 4000                       | 4730                       | 5170                       | 3850                       | 69                                                    |
| 22             | 20             | 22             | 18             | 23             | Almaz-Antey                     | 3690                       | 3950                       | 3260                       | 4340                       | 2780                       | 85                                                    |